# Pedro de Freitas Branco
Pedro da Costa de Freitas Branco (ur. 31 października 1896 w Lizbonie, zm. 24 marca 1963 tamże)  – portugalski dyrygent i kompozytor.

## Życiorys
Młodszy brat Luísa de Freitasa Branco. Studiował grę na skrzypcach u Andrésa Goñisa i Francisca Benetó, a następnie kompozycję u Tomása Vaza de Borby i u swojego brata Luisa. W 1924 zrezygnował ze studiów i poświęcił się karierze dyrygenckiej . 
W 1927 założył Orquestra Sinfonici di Lisboa, którą prowadził do 1961. Odbył z nią liczne europejskie tournée, m.in. po Hiszpanii, Francji, Szwajcarii, Wielkiej Brytanii i Niemczech . W 1934 założył też Orquestra Sinfónica da Emissora Nacional, którą prowadził aż do swojej śmierci w 1963. Od 1941 dyrygował także wieloma orkiestrami europejskimi .
Jego międzynarodowa kariera dyrygencka rozpoczęła się w 1933, krótko po zaproszeniu przez Maurice Ravela do Paryża, by dyrygował kilkoma jego kompozycjami. Na kilka lat osiadł w Paryżu, gdzie dyrygował orkiestrami francuskimi, w tym Orchestre Lamoureux, a po 1941 także orkiestrami europejskimi, m.in. London Symphony Orchestra, BBC Symphony Orchestra czy orkiestra The Hallé z Manchesteru .
Propagował w Portugalii muzykę słynnych europejskich kompozytorów współczesnych, takich jak Béla Bartók, Igor Strawinski, Maurice Ravel, Siergiej Prokofjew, Richard Strauss, Paul Hindemith, Luigi Dallapiccola, Manuel de Falla. Dwie nagrane przez niego płyty zostały nagrodzone Grand Prix Akademii Charlesa Crosa – pierwsza w 1954 z kompozycjami Maurice'a Ravela, druga w 1962 z utworami Manuela de Falli.
Był dwukrotnie odznaczony Orderem Świętego Jakuba od Miecza. Po raz pierwszy w 1931 w stopniu Kawalera i ponownie w 1939 w stopniu Komandora.